# Johan Wilhelm Rangell
Johan Wilhelm (Jukka) Rangell (25 tháng 10 năm 1894 - 12 tháng 3 năm 1982) là Thủ tướng của Phần Lan từ năm 1941 đến 1943. Được đào tạo như một luật sư, ông là một người quen thân của Chủ tịch Risto Ryti trước chiến tranh, và đã có sự nghiệp ban đầu của ông với tư cách là một chủ ngân hàng tại Ngân hàng Phần Lan.. Ông đã đóng một vai trò trong những nỗ lực tại Thế vận hội mùa hè 1940 tại Helsinki sau khi Ủy ban Olympic Quốc tế (IOC) rút lại sự lựa chọn ban đầu của Tokyo. Sau khi Tổng thống Kyösti Kallio từ chức trong thời kỳ Hòa bình Tạm thời, Risto Ryti được bầu làm Cử tri đoàn làm Tổng thống mới của Phần Lan vào ngày 19 tháng 12 năm 1940, và Rangell lên chức Thủ tướng. Trong nhiệm vụ, chuyên môn và ảnh hưởng của Rangell đã được giải quyết chủ yếu với các vấn đề kinh tế, trong khi quyền lực chính sách đối ngoại quan trọng hơn lại dựa vào Tổng tư lệnh Mannerheim, Tổng thống Ryti và Bộ trưởng Ngoại giao Witting. Do mối quan hệ của ông với IOC sau Thế vận hội Berlin, định hướng chính trị của Rangell được coi là ủng hộ Đức.
Hành động hiếu chiến của Nội các của Rangell trong Chiến tranh Liên tục được sự ủng hộ của Quốc hội. Ông bảo vệ sự chiếm đóng Đông Karelia và giành lại các khu vực đã nhượng địa trong hòa ước Moskva. Trong cuộc thăm viếng nhà nước của Reichsführer-SS đến Heinrich Himmler tại Phần Lan vào tháng 8 năm 1942, Rangell đã làm triệt tiêu những câu hỏi của Himmler về người Phần Lan thiểu số Do Thái bằng cách nổi tiếng: "Wir haben keine Judenfrage" ("Chúng tôi không có câu hỏi Do thái")
Ông từng là Thống đốc Ngân hàng Phần Lan từ năm 1943 đến năm 1944.